# Blommersia sarotra
Espèce
Synonymes
- Mantidactylus sarotra Glaw & Vences, 2002

Statut de conservation UICN

 LC  : Préoccupation mineure
Blommersia sarotra est une espèce d'amphibiens de la famille des Mantellidae.

## Répartition

Aire de répartition de Blommersia sarotra.

Cette espèce est endémique de Madagascar. Elle se rencontre, avec certitude, entre 900 et 1 200 m d'altitude de la région s'étendant de la commune de Fierenana jusqu'à celle d'Andasibe.

## Étymologie
Son nom d'espèce, du malgache sarotra, « difficile », lui a été donné en référence aux difficultés rencontrées, d'une part, pour capturer les spécimens, et, d'autre part, pour pouvoir la diagnostiquer correctement.

## Publication originale
- Glaw & Vences, 2002 : A new sibling species of the anuran subgenus Blommersia from Madagascar (Amphibia: Mantellidae: Mantidactylus) and its molecular phylogenetic relationships. Herpetological Journal, vol. 12, p. 11-20 (texte intégral).